# Spirit Lake (Iowa)
Spirit Lake település az Amerikai Egyesült Államok Iowa államában, Dickinson megyében, melynek megyeszékhelye is. Lakosainak száma 5439 fő (2020. április 1.).

## Népesség
A település népességének változása:

| 2010 | 4 840 |
| 2020 | 5 439 |